# Jingū

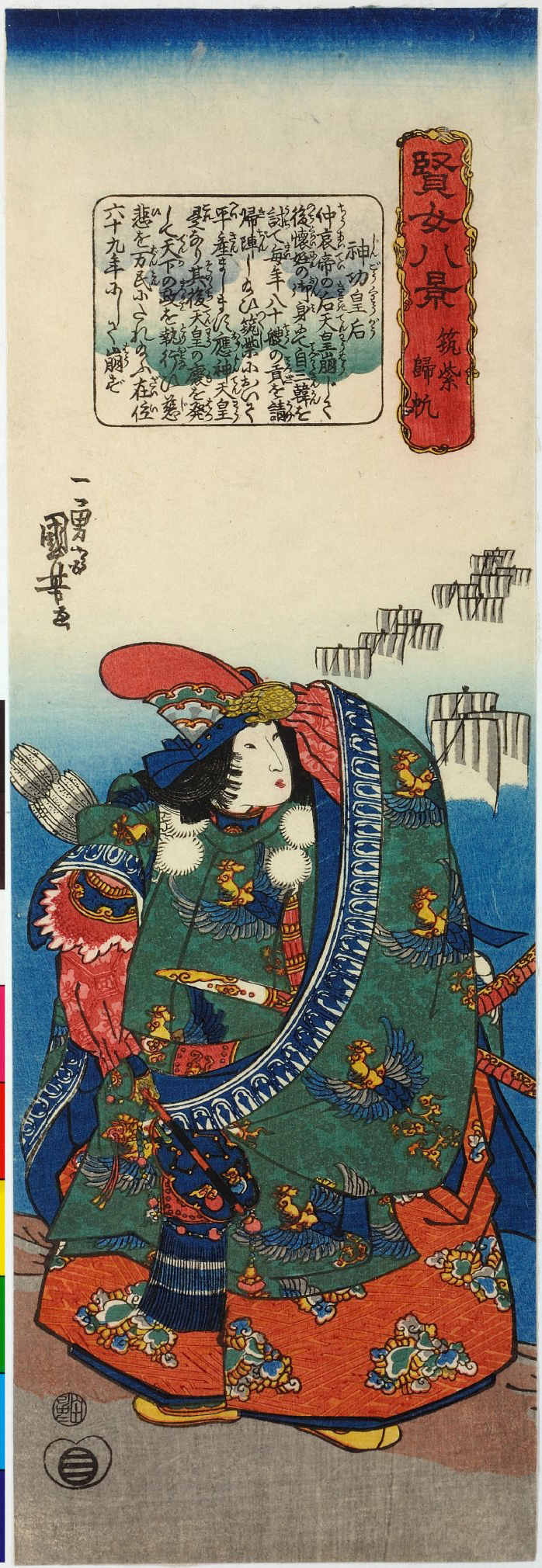
Powracające statki u wybrzeży Tsukushi

Jingū (jap. 神功皇后 Jingū-kōgō; cesarzowa małżonka, ur. 170?, zm. 269?) – legendarna władczyni Yamato, małżonka cesarza Chūai, regentka (sesshō), zwana także władczynią-szamanką; inne imiona Okinaga-Tarashi, Okinagatarashi-hime, Okinaga-tarashi-hime[-no-mikoto] (Dziewczyna Która Zasłużyła na Powrotne Wzięcie na Dwór). Według Nihongi, Jingō Kōgu. Jej rodzicami byli książę Okinaga-no-Sukune i Katsuraki-no-Taka-nuka-hime.

## Jingū wKojikiiNihon-shoki
Nieliczne informacje o Jingū (jest to jej imię pośmiertne) pochodzą wyłącznie z obu najstarszych kronik: Kojiki i Nihon-shoki. Zawarte są w nich następujące przekazy: 
- była żoną cesarza Chūai (pan. 192–200);
- uczestniczyła wraz z nim w tłumieniu rebelii plemienia Kumaso[2] zamieszkującego południową część wyspy Kiusiu;
- cesarz zginął tam w czasie walki;
- Jingū przejęła po nim władzę i pokonała rebeliantów;
- udała się następnie na podbój „krainy skarbów” (Mimana?), który zakończył się sukcesem (chociaż na temat celu i przebiegu wyprawy istnieją wątpliwości);
- po powrocie urodziła syna (został 15. cesarzem o imieniu Ōjin, kilka stuleci później zaczęto go czcić jako boga Hachimana) i rządziła przez 69 lat jako regentka[3].

W przeszłości, do okresu Meiji, była ujęta w tradycyjnym porządku sukcesji jako 15. władca, ale obecnie jest uważana za regentkę. Na liście mauzoleów cesarzy pod numerem 14 wpisany jest cesarz Chūai, jej mąż, a pod numerem 15 – jej syn, cesarz Ōjin. Od śmierci męża w 201 roku rządziła jako regentka do momentu, gdy jej syn wstąpił na tron w 269 roku.

### Kumaso
Od początku swojego panowania cesarz Chūai wykazywał wielką aktywność, m.in. wprowadził zmiany administracyjne i osobiście kontrolował podległe prowincje. Kiedy przebywał na półwyspie Kii, dowiedział się, że Kumaso wzniecili rebelię na Kiusiu. Udał się tam drogą morską i już na miejscu spotkał się ze swoją żoną i jej drużyną. 
W czasie wspólnej narady ze starszyzną, dotyczącej sposobu postępowania wobec buntowników cesarzowa-szamanka wpadła w trans i bóstwo przemówiło jej ustami, nakłaniając do pozostawienia w spokoju ludu Kumaso i udania się na podbój innego kraju pełnego bogactw: „Jeżeli cesarz uczci mnie odpowiednio, kraj ów podda się jego władzy, a potem Kumaso również ulegną”. Kraj ten identyfikowano z koreańskimi królestwami Silla i Gaya. Chūai nie posłuchał głosu bóstwa i zginął pokarany przez nie w starciu ze zbuntowanym plemieniem. Wówczas ujawniła się silna osobowość cesarzowej Jingū. Wezwała doradców i wydała zakaz ujawnienia faktu śmierci cesarza. Ciało miano przewieźć do Yamato i pochować w tajemnicy. Sama natomiast przyjęła rolę najwyższego kapłana, dokonała rytualnego oczyszczenia i złożyła bogom ofiary. Wymogła także na bóstwie, aby ujawniło swoje imię. Okazało się, że była to bogini Amaterasu (podała się za bóstwo koreańskie), ale także inni bogowie, m.in. zamieszkujący wody kanału morskiego Bungo: Sokotsutsu-no-Ō-no-Mikoto, Nakatsutsu-no-Ō-no-Mikoto, Uwatsutsu-no-Ō-no-Mikoto. 
Jingū pokonała Kumaso, zaprowadziła porządek, oddała bóstwom cześć i pewna ich poparcia była gotowa wyruszyć na wyprawę do krainy skarbów. Była jednak ostrożna i ustawicznie pytała bogów, jaka jest ich wola. Tak też uczyniła przed wyprawą. Odpoczywając nad rzeką Ogawa, zgięła igłę i nabiła na nią ziarnko ryżu, a z nitek wyciągniętych z szaty splotła linkę. Zarzucając taką prowizoryczną wędkę, zwróciła się do bogów: „Udajemy się na zachód, aby zagarnąć krainę skarbów. Jeżeli mamy osiągnąć ten cel, niechaj ryba chwyci przynętę”. Ledwie wypowiedziała te słowa, na haczyku zaszamotał się pstrąg. Był to wyraźny znak od bogów, zapewniający powodzenie wyprawy.
Jeśli odejdzie się od legend i odrzuci interwencje bóstw, objawienia i wyrocznie, to można przyjąć, że nastąpił konflikt pomiędzy cesarzem a cesarzową, co do sposobu postępowania z Kumaso. Ich rebelia wspierana była bowiem przez królestwo Shiragi (Silla) i Jingū uważała, że wpierw należy uderzyć na Koreańczyków, ale Chūai nie posłuchał jej rady. Stanął na czele swoich wojsk i zginął.

### Wyprawa do krainy skarbów
Po sprawdzeniu życzliwości bogów i złożeniu im ofiar (według niektórych ocen trwał on trzy lata), Jingū zarządziła mobilizację ludzi i sprzętu. W tym samym czasie wysłała na morze kolejno dwóch rybaków, aby zlokalizowali ową krainę skarbów. O ile pierwszy niczego nie znalazł, to drugi po powrocie przekazał, że na „północnym zachodzie wznosi się i rozciąga góra spowita chmurami, to zapewne jakaś kraina”. 
Z cesarzową przebraną za mężczyznę wyprawa ruszyła w dziesiątym miesiącu księżycowym i przy pomyślnym wietrze szybko dotarła do królestwa Shiragi. Król tej krainy wpadł w panikę i zrezygnował z oporu. Przysiągł następnie cesarzowej Jingū wierność po wieczne czasy i zobowiązał się wysyłać daniny „latem i zimą, tak że nie obeschną wiosła koreańskich statków”. Cesarzowa przyjęła poddaństwo i uczyniła go swoim koniuszym. Udała się następnie w głąb kraju, zapieczętowała skarbce i zawładnęła mapami oraz rejestrami ludności. Spełniwszy tak swoją misję powróciła do Yamato w towarzystwie osiemdziesięciu statków wypełnionych koreańskimi skarbami.
Z wyprawą do Shiragi, a zwłaszcza długością jej tam pobytu, wiąże się sporny wątek narodzin jej syna. Rzekomo tuż przed wyruszeniem była ona już blisko rozwiązania, ale nie chcąc odkładać wyprawy, podwiązała kamień pod łonem i zwróciła się do bogów z błagalną modlitwą o przesunięcie porodu do czasu powrotu. Tak też się stało. Urodził się syn, który nosił różne imiona: Hondawake-no-miko, Homudawake-no-miko, Homudawake[-no-mikoto] (Książę Przedziwnie Roztaczający Wokół Chwałę). Był to późniejszy cesarz Ōjin.

### Konflikt wewnętrzny
Kiedy pojawiły się wieści o powrocie Jingū z wyprawy i urodzeniu syna, rozeszła się także pogłoska o śmierci cesarza. Jego dwaj starsi synowie zaniepokojeni taką sytuacją szybko doszli do wniosku, że to ich znacznie młodszy brat przyrodni zostanie cesarzem i zdecydowali się temu zapobiec. Zorganizowali zasadzkę, gromadząc siły bojowe, ale aby sprawdzić, czy bogowie im sprzyjają, udali się na polowanie: „Jeżeli nasze przedsięwzięcie ma się zakończyć pomyślnie, niechaj dane nam będzie upolować dobrą zwierzynę”. Stało się inaczej, na myśliwych wypadł dzik i zabił jednego z braci. Oshikuma, drugi brat, źle zrozumiał omen. Myślał, że bogowie każą mu zmienić miejsce zasadzki. Przeniósł się więc ze swoimi oddziałami do miejscowości Sumiyoshi.
Cesarzowa dowiedziała się o spisku i po naradzie wojennej wysłała swoje wojska pod dowództwem głównego doradcy, Takenouchiego, przeciwko spiskowcowi, który stacjonował nad rzeką Uji. Takenouchi-no-Sukune kazał wszystkim wojownikom ukryć we włosach zapasowe cięciwy do łuków, a do boków przypasać drewniane miecze. Wyszedł następnie nad rzekę i zwrócił się do buntownika, przekonując go, że nie zamierza zawładnąć cesarstwem w imieniu dziecka cesarzowej i nie widzi sensu w podejmowaniu walki: „Przetnijmy cięciwy naszych łuków i wyrzućmy miecze do rzeki”. Po wygłoszeniu tego wezwania wydał swoim oddziałom rozkaz przecięcia cięciw i wyrzucenia mieczy. Widząc to, Oshikuma nakazał swoim wojskom to samo. Wówczas armia Takenouchiego naciągnęła zapasowe cięciwy i dobywszy prawdziwych mieczy rzuciła się przez rzekę na wojowników Oshikumy. Zostali oni całkowicie pobici, a on sam popełnił samobójstwo, skacząc do jeziora Biwa.
Według Kojiki, Hondawake-no-miko obwołany został cesarzem natychmiast po śmierci swoich starszych braci. Natomiast według Nihongi, przez 69 lat, jako regentka, rządziła jego matka, aż do swojej śmierci w wieku 100 lat. Jej syn objął tron, gdy miał 70 lat i rządził przez 40 lat.

## Historyczność
Współcześni historycy i archeolodzy nie znaleźli przekonujących dowodów na poparcie legendy o podboju Korei przez Jingū. W XX wieku relacja ta była wykorzystana w Japonii do usprawiedliwiania agresywnej polityki kolonialnej. Poprzez nacjonalistyczne konotacje, teorie o Jingū i rzekomym terytorium Mimana pozostały kontrowersyjnym tematem w stosunkach koreańsko-japońskich. Jingū, jeśli istniała, mogła żyć w IV wieku. Podbój królestwa Silla przez Japonię uważa się za mało prawdopodobny.
Chińskie Przekazy o kraju Wa wzmiankują natomiast Himiko, królową-szamankę japońskiego państewka Yamatai. Część japońskich historyków utożsamia ją z legendarną Jingū, która miałaby panować mniej więcej w tym samym okresie w którym odnotowana jest Himiko. Koreańskie Kroniki Trzech Królestw odnotowują poselstwo od Himiko w 173, zaś najazdy Japończyków na Sillę w 232 i 346 roku.

## Znaczenie
Legenda o cesarzowej Jingū jest do dziś żywa w północnej części Kiusiu i wzdłuż wybrzeży Morza Wewnętrznego. Przyczyniła się do tego m.in. buddyjska doktryna honji-suijaku(-setsu) głosząca, iż bogowie (kami) shintō są manifestacją buddów oraz legendy chramów (zwane engi), które głoszą, iż Kiusiu jest pierwszym miejscem, na które bogowie shintō zstąpili na Ziemię. Z powyższych powodów jest tam wiele sanktuariów – których powstanie szacuje się na okres władzy cesarzowej-szamanki – poświęcone trójce bóstw: Sokotsutsu-no-Ō-no-Mikoto, Nakatsutsu-no-Ō-no-Mikoto i Uwatsutsu-no-Ō-no-Mikoto oraz jej samej, jej mężowi (Chūai) i synowi (Ōjin). Znane chramy to: 
- Usa-jingū (prefektura Ōita) – główny chram dla ponad 40 tys. chramów poświęconych Hachimanowi (Ōjinowi);
- Takachiho-jinja (prefektura Miyazaki) – chram zbudowany w miejscu, gdzie – według mitologii – bogini Słońca Amaterasu ukryła się w jaskini po kłótni ze swoim bratem Susanoo, pogrążając świat w ciemności;
- Kōra-taisha (Kurume), prefektura Fukuoka – wiązany z pobytem pary cesarskiej i pomocą dla nich od bogów.

Do najciekawszych należą: Sumiyoshi-taisha w Osace i Kashii-gū w Fukuoce.

### Sumiyoshi-taisha
Chram Sumiyoshi-taisha został zbudowany w 211 roku w intencji bezpiecznego powrotu cesarzowej Jingū z wyprawy do Korei. Jest poświęcony bogom morza i pełni obecnie rolę głównego sanktuarium dla około 2300 chramów Sumiyoshi w całej Japonii. Podróżni, rybacy i żeglarze modlą się w tym chramie o: ochronę, szczęście, bezpieczeństwo przy porodzie, szczęście w miłości i pracy.
Co roku w połowie czerwca odbywa się tam festiwal nazywany po japońsku o-taue-shinji. O-taue to proces, w którym sadzonki ryżu są przesadzane na pola ryżowe, a shinji oznacza rytuał shintō. Festiwale tego rodzaju odbywają się w całej Japonii, ale ten w Sumiyoshi jest najbardziej znany i wyjątkowy ze względu na wierne odtwarzanie starożytnych procedur i rytuałów związanych z sadzeniem sadzonek w wielkim, ceremonialnym stylu.
Uważa się, że festiwal ten został zapoczątkowany, gdy cesarzowa-małżonka Jingū, wydała polecenie, aby święte pole zostało zasiane ziarnem dla bogów. Ceremonie sadzenia ryżu na polach należących do Sumiyoshi-taisha są znane jako najbardziej ozdobne i najbardziej imponujące ze wszystkich ceremonii sadzenia ryżu w Japonii. Oprócz faktycznego sadzenia ryżu, ceremonia obejmuje również ceremonialne tańce wykonywane przez miko w tradycyjnych czerwonych i białych szatach.
Zgodnie z lokalnym mitem, cesarzowa Jingū właśnie tam przygotowywała się do wojny na Półwyspie Koreańskim. Przed rozpoczęciem kampanii wysłała „dziewczęta wybrane do sadzenia ryżu” (sa-otome) do chramu Sumiyoshi, aby posadziły ryż. Po ceremonii oczyszczenia sa-otome odebrały sadzonki z głównego sanktuarium i udały się na święte pole na terenie chramu, aby je posadzić. W trakcie sadzenia, wykonywane są tańce: sumiyoshi-odori i ta-mai na scenie obok pola. Sadzonki z tego pola są następnie przekazywane lokalnym rolnikom, z którego wyrasta święty ryż, ziarno bóstwa Sumiyoshi.

### Kashii-gū
Kashii-gū w Fukuoce jest jednym z najstarszych chramów shintō. Według legendy, Jingū zbudowała ten chram w 200 roku na cześć zmarłego tutaj swojego męża, cesarza Chūai. Z biegiem wieków poczęto czcić w nim oboje małżonków oraz trójkę bóstw o wspólnej nazwie Sumiyoshi Sanjin (lub Sumiyoshi Daijin). Główny pawilon chramu – zbudowany w unikalnym stylu kashii-zukuri – jest dobrem kultury narodowej. Obecny budynek pochodzi z 1801 roku, kiedy Nagayori Kuroda (znany również jako Narikiyo Kuroda), 10. władca prowincji Chikuzen, zlecił jego rekonstrukcję (oryginał był podobno znacznie większy). W pobliżu znajduje się studnia furōsui (woda nieśmiertelności, wiecznej młodości, furō-fushi), którą regularnie pił Takenouchi-no-Sukune, oraz cedr posadzony przez cesarzową Jingū. Kashii-gū utrzymuje więzi z dworem cesarskim. Cesarz wysyła swojego przedstawiciela raz na 10 lat, co czyni go jednym z zaledwie 17 chramów w Japonii, w których odbywają się takie wizyty. Droga do chramu jest wysadzana drzewami kamforowymi. Istnieje również staw pływających irysów, które kwitną w porze deszczowej, a festiwal z tym związany odbywa się w drugi weekend każdego czerwca. Na terenie Kashii-gū znajduje się kilka podległych, niższej rangi chramów, z których jeden poświęcony jest właśnie Takenouchi-no-Sukune, legendarnemu bohaterowi, który podobno żył prawie 300 lat i służył pięciu dworom cesarskim. Tajemnicą jego długowieczności była ta „studnia wiecznej młodości”. Nadal można z niej pić w nadziei na odsunięcie starości. Została ona wyróżniona jako jedno ze 100 najlepszych źródeł wody w Japonii

### Dziedzictwo
W 1878 roku po raz pierwszy na japońskim banknocie (o nominale 1 jena) pojawiła się kobieta. Była nią cesarzowa Jingū. Ze względu na to, że nie było wiadomo, jak ona w rzeczywistości wyglądała, jej portret wymyślił Edoardo Chiossone (1833–1898), włoski grawer i malarz, który był zagranicznym doradcą władz japońskich. Jako modelka posłużyła mu pracowniczka Ministerstwa Finansów (Ōkura-shō). Ta sama podobizna została wykorzystana na znaczkach pocztowych w późniejszych latach.

## Mauzoleum Gosashi
W 2008 roku grupa 16 archeologów pod przewodnictwem Japońskiego Stowarzyszenia Archeologicznego została wpuszczona na krótką wizytę do grobowca (misasagi) Gosashi cesarzowej Jingū, który znajduje się w obecnej prefekturze Nara. Był to pierwszy tego rodzaju przypadek poza oficjalnymi wykopaliskami. Podczas trwającej dwie i pół godziny wizyty zespół mógł zbadać jedynie dolną część kopca pogrzebowego, który ma długość 270 metrów. Archeologom nie wolno było prowadzić wykopalisk, ale znaleźli nieznane wcześniej figurki z terakoty (haniwa) po wschodniej stronie grobowca. 
Ta rzadka wizyta dała ekspertom nadzieję, że inne ściśle strzeżone groby mogą zostać otwarte na niezależne badania. O dostęp do grobowca Gosashi i innych miejsc cesarskich naukowcy proszą od 1976 roku. Uzasadniają to tym, że grobowce datują się na okres powstawania scentralizowanego państwa japońskiego pod panowaniem cesarskim. Uważa się, że Agencja Dworu Cesarskiego (Kunaichō) ogranicza dostęp do grobowców w obawie, że wykopaliska ujawnią „niewygodne” więzy krwi między „czystą” rodziną cesarską a Koreą lub to, że w niektórych grobowcach nie ma żadnych cesarskich szczątków. Oficjalnie uzasadnia swoje decyzje organizowanymi obrzędami religijnymi ku czci rodziny cesarskiej, koniecznością zachowania spokoju i godności ich przodków. Profesor japonistyki na Uniwersytecie Tenri w mieście Tenri, w prefekturze Nara, Walter Edwards, twierdzi, że kwestia „koreańskich kości” to tylko pretekst: „Powiązania pomiędzy Koreą a japońską rodziną cesarską są udokumentowane od VIII wieku. Nawet cesarz Akihito powiedział, że ma koreańskie pochodzenie”. Edwards sugeruje, że postawa Agencji ma więcej wspólnego z próbą zachowania godności rodziny cesarskiej.

## Galeria

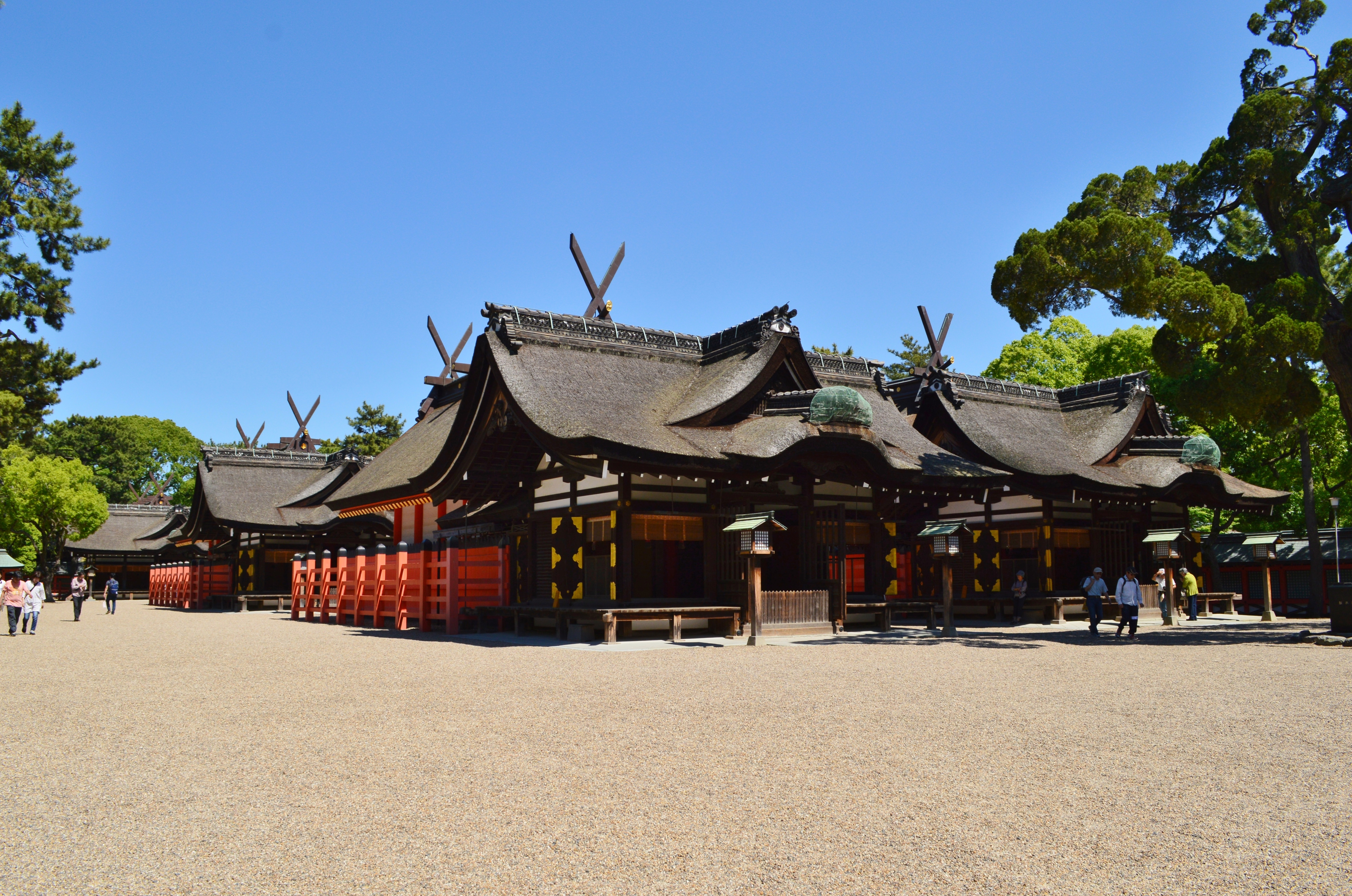
Sumiyoshi-taisha w Osace
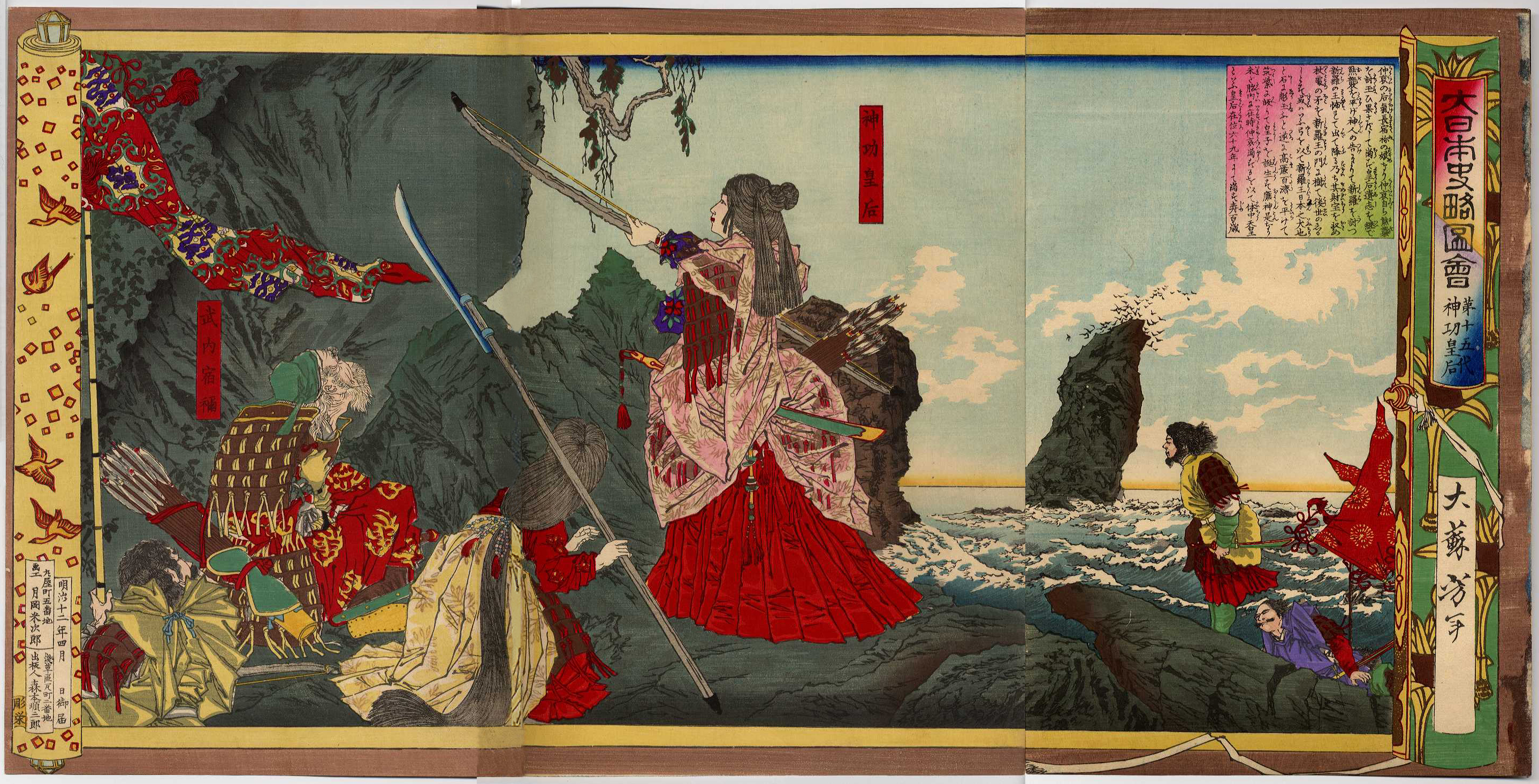
Kuniyoshi Utagawa (1798-1861), Cesarzowa Jingū w Korei, pierwszy z lewej: Takenouchi-no-Sukune
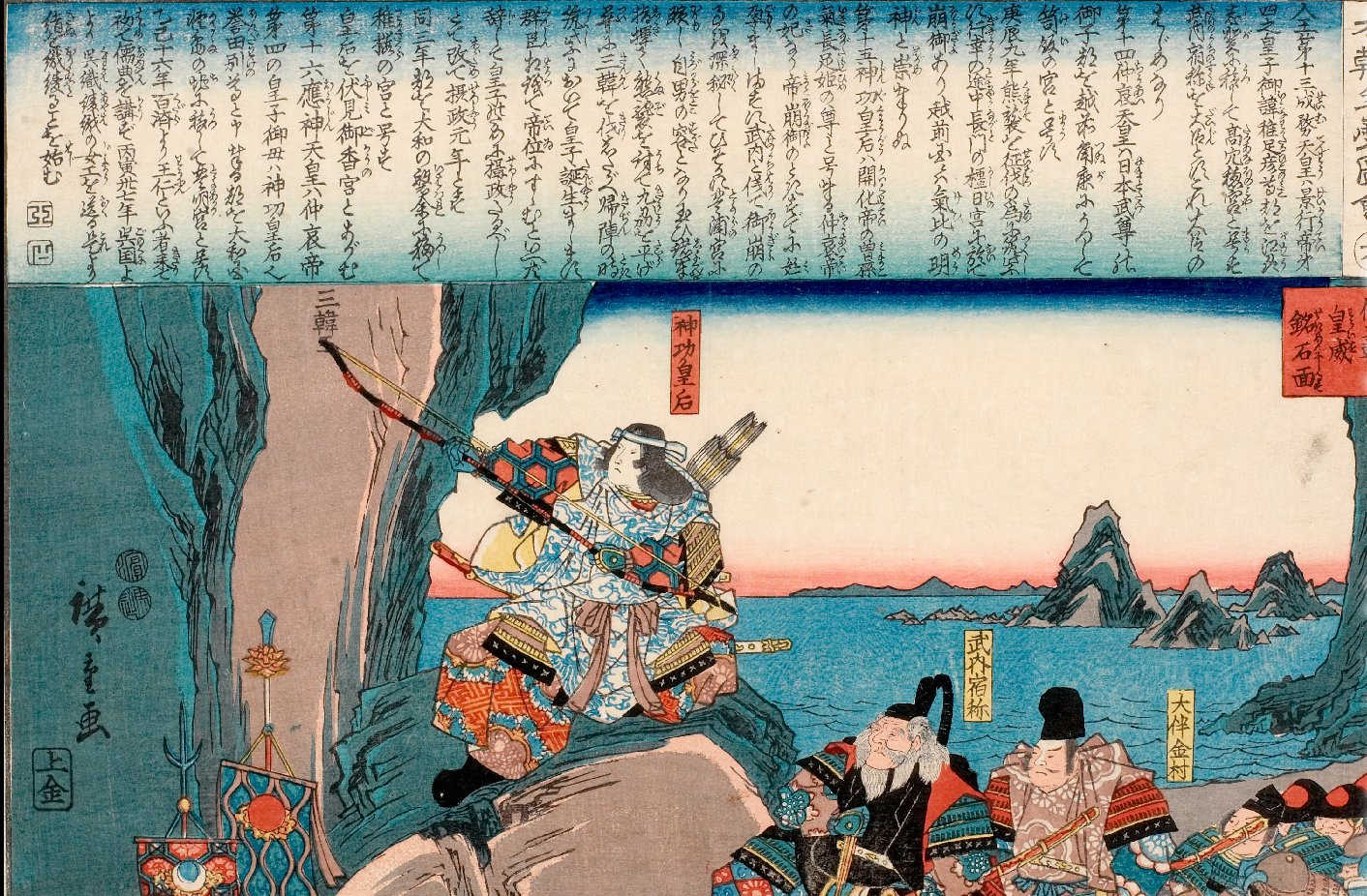
Hiroshige Andō (1797-1858), Cesarzowa Jingū najeżdża Koreę, tuż za nią Takenouchi-no-Sukune
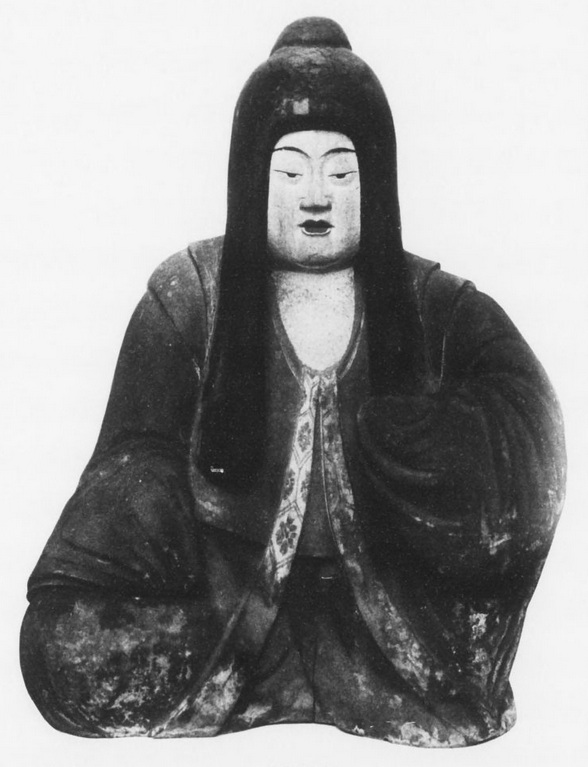
Cesarzowa Jingū
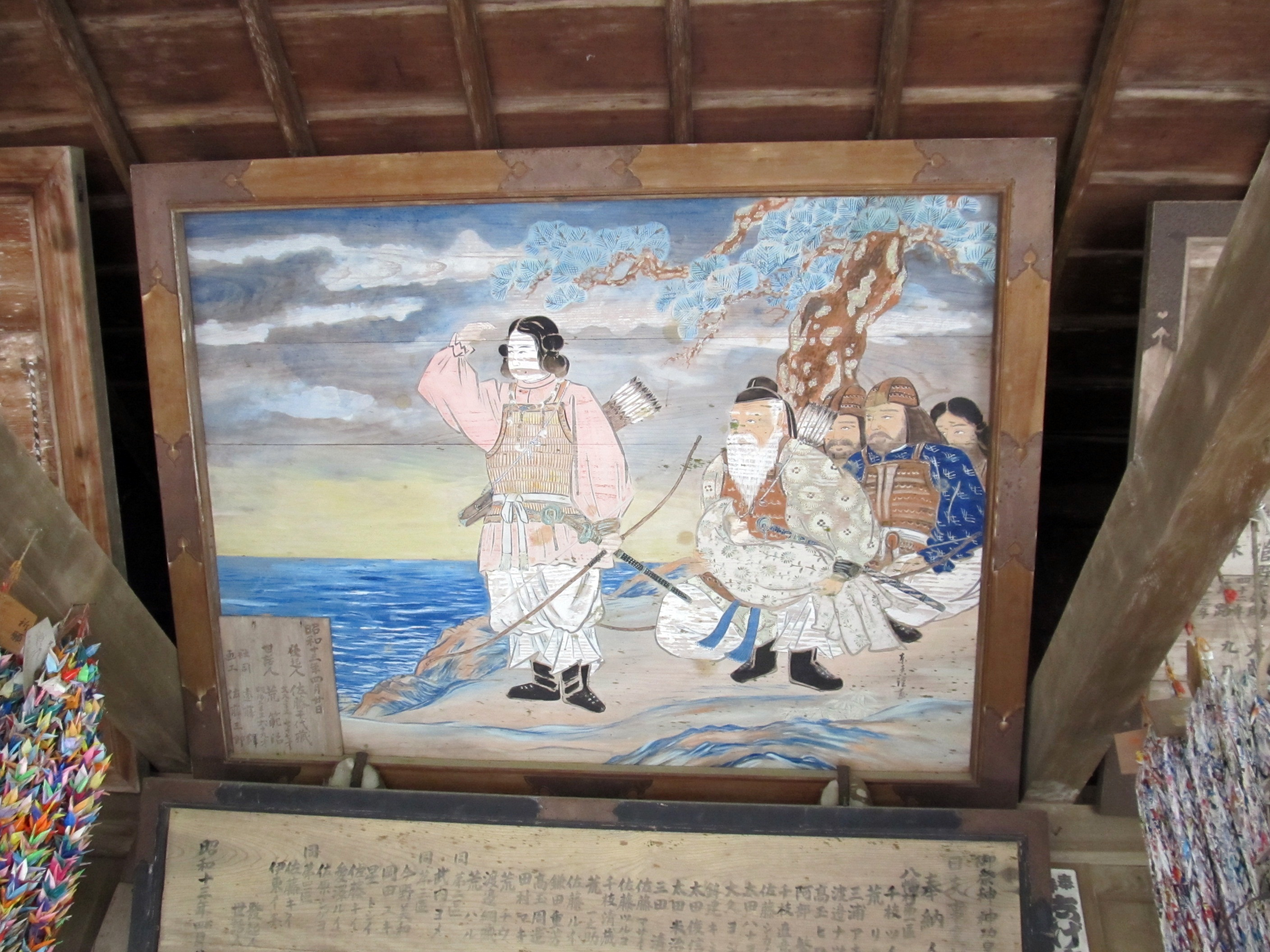
Jingū i Takeuchi-no-Sukune: Podbój trzech koreańskich krajów (Suzumi-ga-oka Hachiman-jinja, Sōma)
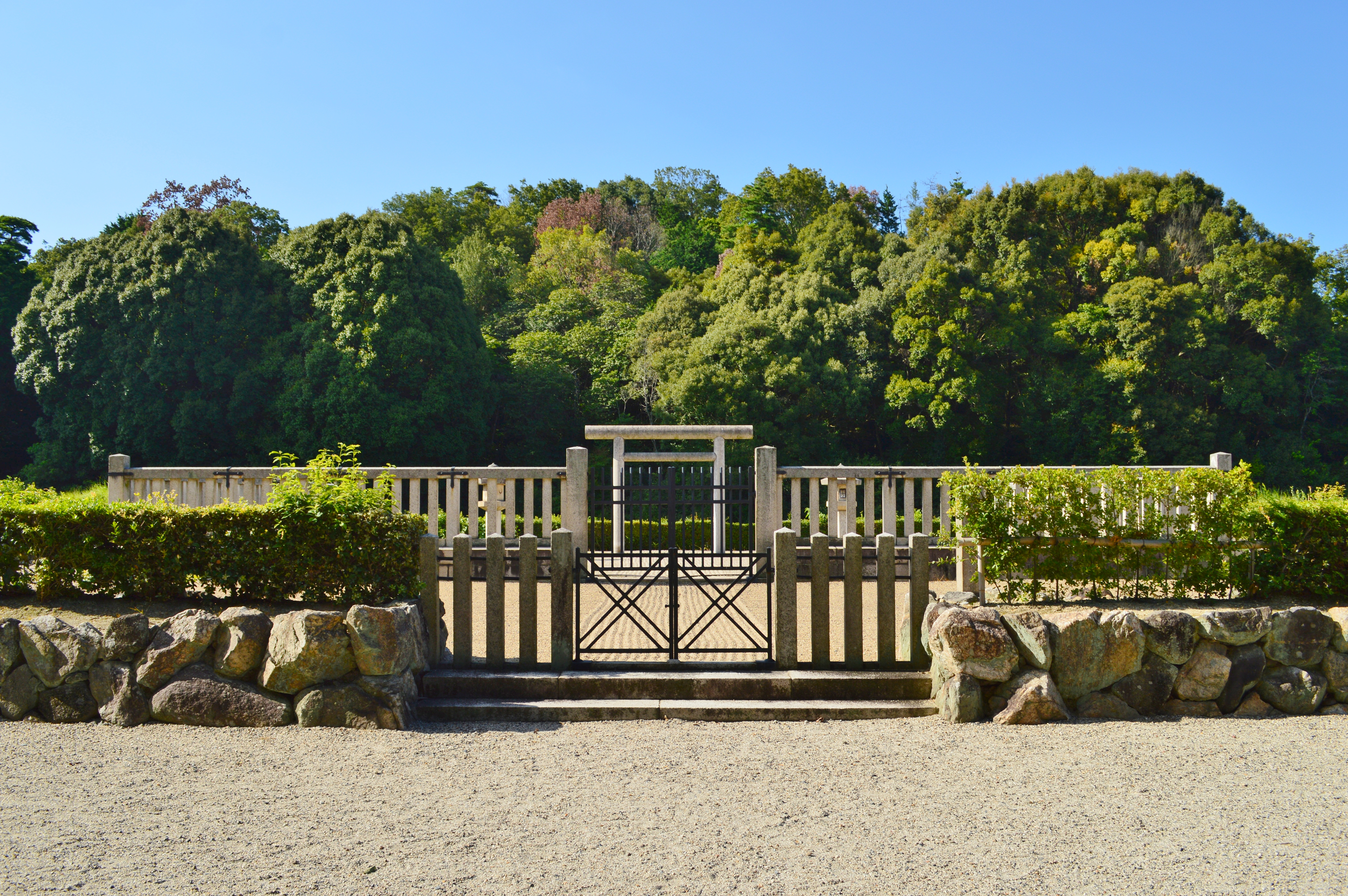
Mauzoleum Gosashi
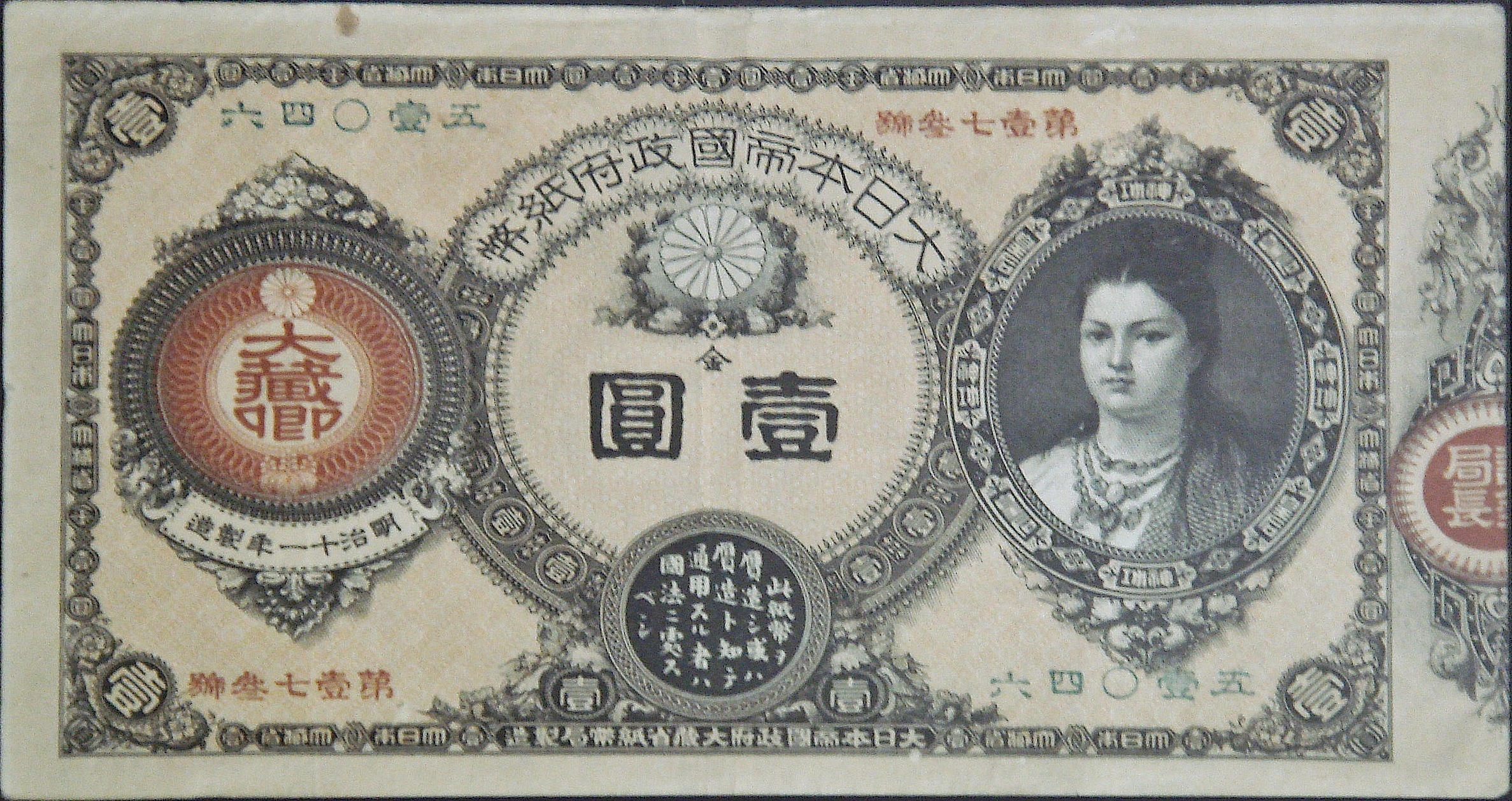
Banknot upamiętniający Jingū, 1878